# ورتوژم-پتوژم
شهر ورتوژم-پتوژم (به فرانسوی: Wortegem-Petegem) در شهرستان اودنرد  در استان فلاندری شرقی  در منطقه فلاندری در کشور بلژیک واقع شده‌است.